# Benoît Halgand
Benoît Halgand, né à Angers le 20 février 1998, est un militant écologiste français.

## Biographie
Né dans une famille nombreuse, catholique pratiquante, il grandit près d'Angers et intègre l'école Polytechnique en 2017. En 2018, il est l'un des rédacteurs du Manifeste étudiant pour un réveil écologique, qui recueille en peu de temps plus de 20 000 signatures. À partir de ce moment, il commence à s'engager pour une prise de conscience radicale des enjeux écologiques par les entreprises. En 2022, à l'occasion de la remise de diplôme, il se fait remarquer avec d'autres étudiants par un discours dans lequel il exprime son refus d'accepter un emploi qui serait néfaste pour l'environnement ,,. Il décide alors de « bifurquer » et de choisir un mode de vie radicalement sobre, au sein d'une communauté « chrétienne, écologique et sociale ». Depuis 2022, il travaille auprès de Cécile Renouard sur le Campus de la Transition à Forges.
Il est catholique pratiquant, et n'hésite pas à faire un lien entre sa foi religieuse et son engagement politique. En 2023, il co-fonde avec d'autres jeunes catholiques engagés le mouvement Lutte et contemplation.

### Liens
- Ressource relative à la recherche :   - Cairn
- Notices d'autorité :   - IdRef